# G.U.Y.
„G.U.Y.” (un acronim pentru „Girl Under You”, în limba română „Fata De Sub Tine”) este un cântec al interpretei americane Lady Gaga pentru cel de-al treilea ei album de studio, Artpop (2013). Piesa compusă și produsă de Gaga și Zedd a fost trimisă către stațiile radio din Italia drept cel de-al treilea disc single extras de pe album la 28 martie 2014. „G.U.Y.” a fost dezvoltat în timp ce solista călătorea în turneul Born This Way Ball, melodia fiind înregistrată de mai multe ori pentru a ajunge la o versiune finală. Este un cântec EDM ce conține elemente din muzica industrial, contemporary R&B și house. Versurile acestuia vorbesc despre subiecte ca dominanța sexuală, supunerea, precum și rolurile de gen.
„G.U.Y.” a primit recenzii mixte din partea criticilor de specialitate, aceștia complimentând compoziția și vocea cântăreței, însă criticând versurile și producția. Piesa a apărut în clasamentele câtorva țări, dar nu a reușit să ajungă în top 10 în majoritatea. În Statele Unite, „G.U.Y.” a devenit al doilea cel mai slab clasat single al artistei, ocupând locul 76 în Billboard Hot 100. Cântecul a ajuns în top 10 în clasamentul celor mai redate piese la stațiile radio din Bulgaria, clasamentul celor mai bine vândute single-uri în mediul digital din Grecia, și în clasamentul celor mai redate melodii în cluburile din Statele Unite.
Videoclipul piesei „G.U.Y.” a fost filmat la castelul Hearst, aflat în apropierea orașului San Simeon, California. Clipul conține apariții ale actorilor din Adevăratele soții din Beverly Hills, precum și lucrări ale artistului Nathan Sawaya și jucătorului de Minecraft de pe YouTube, SkyDoesMinecraft. Având o durată de peste 11 minute, videoclipul o prezintă pe Gaga drept un înger decăzut și rănit ce este readus la viață de către adepții acesteia, într-o piscină. În urma renașterii, solista se răzbună pe bărbații care au vânat-o, înlocuindu-i ulterior cu numeroase clone, cunoscute sub denumirea de G.U.Y. Videoclipul a primit recenzii pozitive din partea criticilor datorită imaginilor acestuia și referințelor către mitologia Greacă. Gaga a cântat melodia atât la spectacolul rezidențial de la Roseland Ballroom, cât și în turneul ArtRave: The Artpop Ball; în ambele locații artista a realizat coregrafia din videoclip, întreaga interpretare primind recenzii pozitive din partea criticilor.

## Informații generale

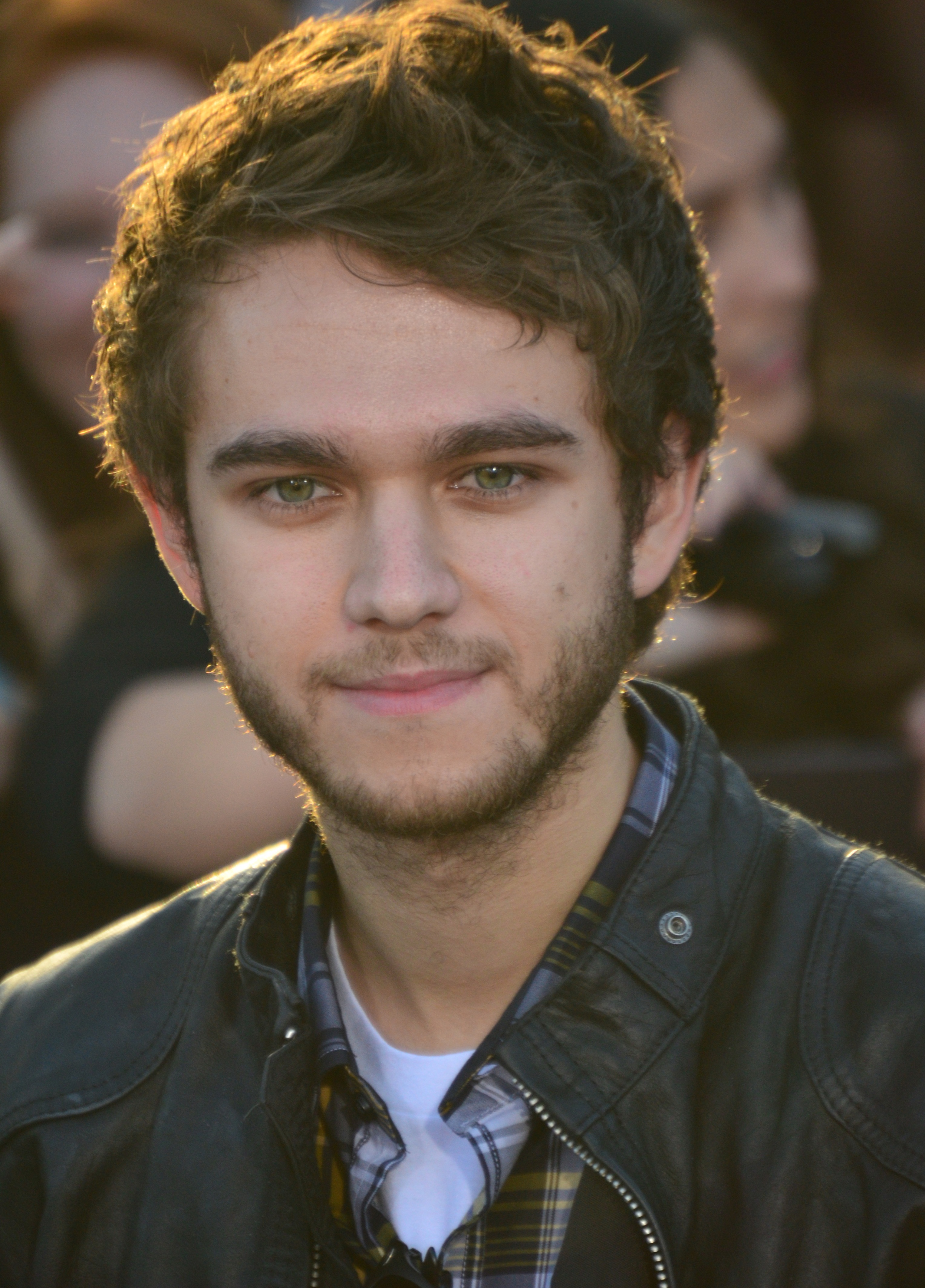
Zedd (fotografie) a fost co-textier și producător în cântecul „G.U.Y.”

Dezvoltarea albumului Artpop a început cu puțin timp după lansarea lui Born This Way (2011), iar în următorul an, materialul deja a început să fie înregistrat. „G.U.Y.” a fost confirmat în timpul unui interviu pentru revista Stylist, în momentul în care Joanna McGarry a întrebat-o pe Gaga despre viziunea ei cu privire la feminism. Gaga a explicat faptul că versurile melodiei sunt despre feminismul new age pe care aceasta dorește să îl exploreze, în care a fi supusă unui bărbat reprezintă un transfer de putere
„Chiar am compus o piesă pentru albumul meu, se numește «GUY» și vine de la «Go Under You» (ro.: «Trec Sub Tine»). Să porți machiaj, să miroși delicios și să ai chestii superbe, delicioase și comestibile între picioare este ceva în care eu găsesc consolidare, deoarece știu că atunci când voi alege băiatul potrivit, îl voi lăsa să le aibă. Unele femei se simt asuprite de machiaj și îmbrăcăminte, iar această piesă este pentru ele, au tot dreptul să se simtă în acest fel.”
Pe propria rețea de socializare, website-ul Littlemonsters.com, Gaga a corectat ulterior titlul, spunând că este „G.U.Y.”, un acronim pentru „Girl Under You” (ro.: „Fata De Sub Tine”). Aceasta a mai dezvăluit faptul că piesa a fost compusă și produsă împreună cu muzicianul Zedd, cel care a călătorit alături de ea în turneul Born This Way Ball. Zedd a realizat anterior o versiune remix a piesei „Marry the Night” pentru albumul Born This Way: The Remix, iar Gaga a contribuit drept voce principală într-o versiune alternativă a melodiei „Stache” a lui Zedd. Producătorul a spus pentru MTV News: „amândoi nu iubim nimic mai mult decât să facem muzică, așa că a fost destul de natural să lucrăm împreună”. Acesta a mai confirmat faptul că cele 10 piese compuse alături de Gaga sunt aproape finalizate, deși nu era sigur dacă ele vor ajunge în lista finală de cântece pentru Artpop.
În ianuarie 2013, Zedd a clarificat faptul că, datorită programelor foarte încărcate, completarea proiectului în timpul turneului a fost foarte dificilă. În timpul unui interviu pentru Sirius XM Radio în decembrie 2013, Gaga a oferit o analiză amănunțită și profundă a fiecărui cântec de pe albumul Artpop. Solista a extins conceptul de feminism new-wave, spunând: „Această piesă este despre a te simțit comodă dedesubt, deoarece ești îndeajuns de puternică să înțelegi faptul că nu trebuie să fii deasupra ca să îți înțelegi valoarea”.

## Structura muzicală și versurile
Ședințele inițiale de înregistrare ale albumului Artpop au coincis cu turneul Born This Way Ball. Zedd nu a fost mulțumit de rezultatul inițial al înregistrărilor, rugând-o astfel pe Gaga să reia întregul proces. Ideea artistei de a înregistra cântece alături de Zedd a fost aceea de a nu se limita doar la intenția de a crea un hit pentru radio, ci de a fi creativi în orice mod posibil. Acesta a explicat pentru Rolling Stone că „am încercat să facem un album EDM — însă, în același timp, nu am încercat să facem un album EDM. Am făcut multe lucruri care sunt foarte diferite față de ceea ce fac de obicei. Aveam o piesă în care ea îmi dădea doar 10 cuvinte pentru a descrie o emoție, iar eu a trebuit să transform asta în muzică. A fost un mod cu adevărat experimental de a aborda muzica”.
Cântecul a fost înregistrat la Studiourile Record Plant, Hollywood, California, de către Dave Russell și asistentul său, Benjamin Ladder. Zedd a realizat mixajul piesei la Zeddl. Prietena solistei, Sonja Durhman, a înregistrat vocea pentru introducerea melodiei. Ryan Shanahan și Jesse Taub au fost asistenții întregului proces. Rick Pearl a realizat programarea suplimentară, în timp ce Gene Grimaldi s-a ocupat de masterizarea audio la Studiourile Oasis Mastering din Burbank, California.
Potrivit unei partituri publicate pe Musicnotes.com, „G.U.Y.” are un tempo dance-pop de 110 de bătăi pe minut. Melodia este compusă în tonalitatea Do minor, iar vocea lui Gaga variază de la nota La3 la nota Do5. „G.U.Y.” este un cântec EDM cu elemente din genurile muzicale industrial, R&B, și house. Jason Lipshutz de la revista Billboard a descris piesa ca fiind „o asurzitoare alarmă dance care face distincția dintre egalitatea dintre genuri și supunerea sexuală intenționată”. Caryn Ganz de la revista Rolling Stone l-a numit „un șlagăr gotic”.
Compoziția din „G.U.Y.” este asemănătoare cu piesele de pe materialul discografic de debut a lui Gaga, The Fame (2008). John Walker de la MTV News a observat numeroase subiecte adresate în versuri, notabil preferințele sexuale, dominanța, supunerea, precum și rolurile de gen. Melodia conține și o secvență în stil baroc în compoziție, Ed Power de la revista Hot Press descriind-o drept „aterizarea unor lovituri plăcute și cu pasiunea”. În introducere, Gaga joacă rolul unei recepționare, fragment care Maura Johnson de la revista Spin a considerat-o similară cu albumul erotic Cyborgasm din 1993.

## Lansare și copertă
Un fragment de 12 secunde din „G.U.Y.” a fost distribuit pe internet de către Gaga în octombrie 2013, drept o previzualizare a cântecelor de pe albumul Artpop. Secvența conține versul „Love me, love me, please retweet. Let me be the girl under you that makes you cry,” (ro.: „Iubește-mă, iubește-mă, dă-mi te rog un retweet. Lasă-mă să fiu fata de sub tine care te face să plângi,”). Casa de discuri Interscope Records a încărcat mai târziu piesa „Gypsy” pe contul lor de SoundCloud într-o listă de single-uri ce vor fi trimise către stațiile radio. Mass-media a speculat că „Gypsy” va fi cel de-al treilea single de pe album. Gaga a anunțat, de asemenea, că plănuiește să filmeze un nou videoclip, întărind astfel speculațiile legate de un nou single. În martie 2014, canalul NBC a anunțat faptul că noul single de pe albumul Artpop va fi „G.U.Y.”, lansarea videoclipului urmând să aibă loc la 22 martie. Melodia a fost în mod oficială trimisă către stațiile radio cu format Contemporary hit radio (CHR) și rhythmic contemporary din Statele Unite la 8 aprilie 2014, conform All Access Music Group. O versiune editată pentru radio a fost ulterior încărcată pe contul de SoundCloud a Interscope; versiunea nu include introducerea de 20 de secunde. Universal Music a anunțat că în Italia, piesa va începe să fie difuzată începând cu 28 martie 2014, în timp ce BBC Radio 1 a inclus „G.U.Y.” în lista celor mai noi single-uri la 21 aprilie 2014.
Gaga a dezvăluit coperta oficială a single-ului prin intermediului contului de Facebook. Prezentând-o pe cântăreață într-o scenă din videoclip, rănită și purtând o pereche de aripi mari în spate. Lewis Corner de la Digital Spy a descris fotografia drept „[o reprezentare] a unei păsări phoenix ce se ridică din cenușă”. Imaginea este înconjurată de aceeași margine albă prezentă în coperțile cântecelor anterioare, precum cele pentru „Do What U Want”, „Applause”, sau single-ul promoțional „Dope”. Pe lângă imagine, Gaga a dezvăluit faptul că titlul artistului și al piesei de pe imagine au fost scrise chiar de ea.

## Recepția criticilor

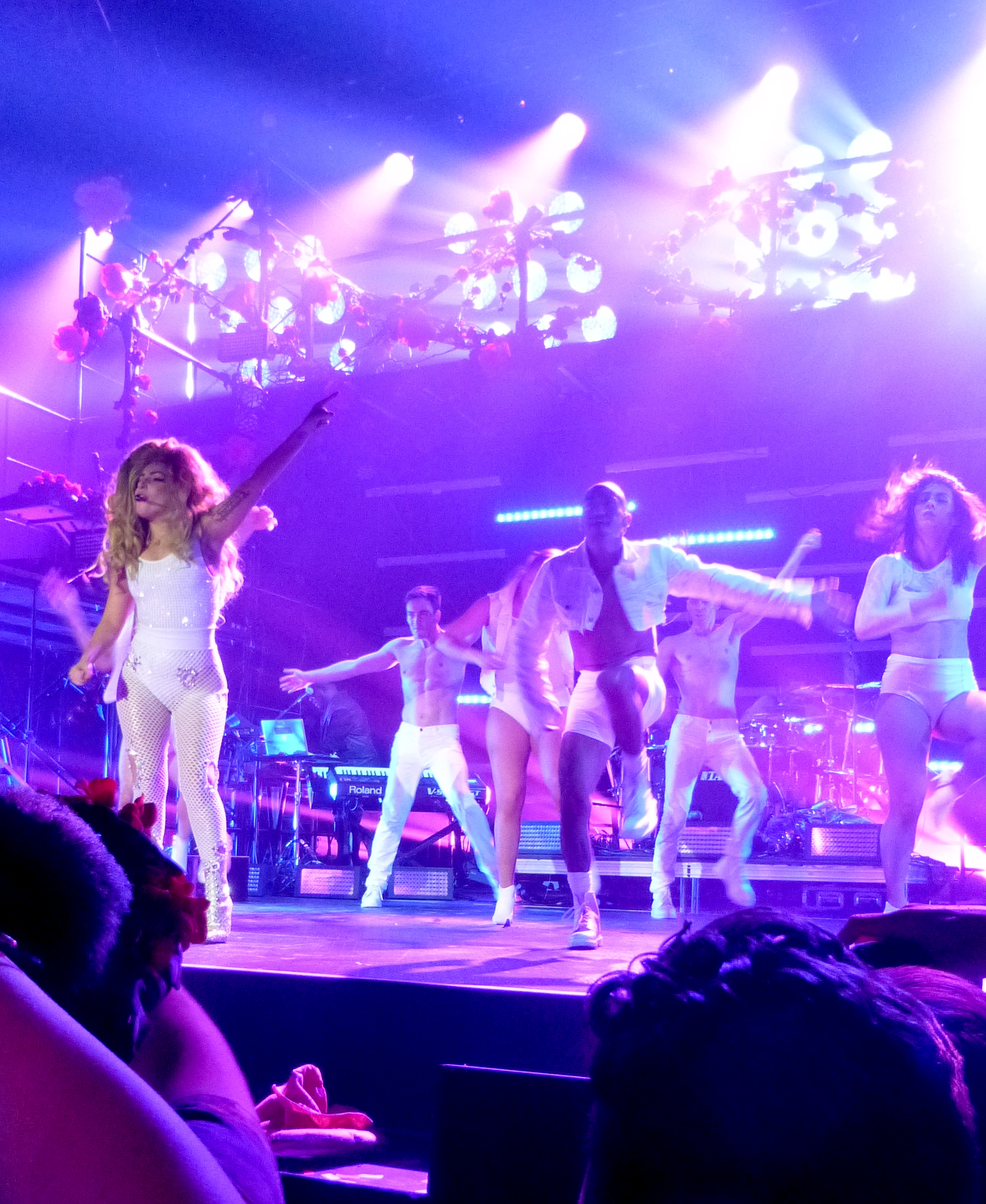
Lady Gaga și dansatorii ei, interpretând „G.U.Y.” la spectacolul rezidențial de la Roseland Ballroom

În urma lansării sale, „G.U.Y.” a primit recenzii mixte din partea criticilor de specialitate. Un comentariu pozitiv a venit din partea lui Lipshutz, acesta comentând producția lui Zedd care a scos în evidență vocea lui Gaga și fiind de părere că „G.U.Y.” este o melodie ce se distinge de pe albumul Artpop. Robert Copsey de la website-ul Digital Spy a lăudat „șlefuitul bas, sintetizatoarele nestăpânite” și „refrenul hipnotic” din cântec. Andy Gill de la ziarul The Independent a fost de părere că vocea lui Gaga a sunat robotic”, derutând astfel tema piesei. Walker i-a oferit patru din cinci stele piesei, lăudând versurile însă declarându-se mai puțin mulțumit de muzica de fundal. Owen Myers de la revista Dazed & Confused a complimentat cele două înțelesuri prezente în melodie, fiind de părere că „minunea pop” ar fi funcționat mai bine drept primul disc single de pe Artpop. Într-o recenzie pentru revista Harper's Bazaar, Justin Miller a opinat că atât versurile cât și compoziția de muzică dance au satisfăcut inspirația venită din partea zeiței Venus pentru album.
Johnson a descris „G.U.Y.” drept „un serios și puternic EP pop” și o binevenită abatere de la primele două piese de pe album, „Aura” și „Venus”. Criticul a continuat prin a spune că piesa este „o odă pentru luarea rolului de supus într-o relație”. Stacy-Ann Ellis de la revista Vibe a numit cântecul „aproape ingenios”, în timp ce Brian Tank de la ziarul The Buffalo News a fost de părere că „G.U.Y.” este un cântec „captivant și distractiv” ce „te face să te simți bine și să dansezi”. Într-o recenzie pentru revista Fact, William Bennett a descris piesa ca fiind „incredibilă”, iar Mikael Wood de la ziarul Los Angeles Times a opinat că melodia a ajutat albumul Artpop să aibă un sunet „proaspăt”. Annie Zalenski de la website-ul The A.V. Club a lăudat piesa, numind-o una dintre cele mai importante melodii de pe Artpop. „G.U.Y.” a fost numit un „hit instant” de către Mike Driver de la revista Clash, fiind de părere că folosirea de bătăi din palme și refrenul au fost captivante. Calre Considine de la revista Time Out a considerat că piesa a fost inspirată de lucrările lui David Bowie și Madonna datorită „naturii pansexuale jucăușe și cosmice”. Brad Wheeler de la ziarul The Globe and Mail a observat elemente erotice asociate cu cântecul, adăugând în glumă că „o persoană și-ar putea imagina că unul dintre coregrafii lui Gaga este ocupat să lucreze la posibiltățile de interpretări erotice live a acestei piese, în timp ce noi vorbim”.
O recenzie negativă a venit din partea lui Sal Cinquemani de la website-ul Slant Magazine, acesta criticând melodia, spunând că nu o prezintă pe Gaga drept un artist care merge înainte cu propria muzică și că nu reușește să se deosebească din punct de vedere muzical de alte cântece cu temă sexuală ale solistei. Kevin Fallon de la website-ul The Daily Beast a opinat că „G.U.Y.” este o piesă „complicată” datorită producției haotice care a acoperit lăudabilul ante-refren, făcându-l să sune ca „zumzăitul unui stup de albine”. Melinda Newman de la Hitfix i-a oferit un calificativ „C”, criticând producția „stângace”. Preston Jones de la ziarul Fort Worth Star-Telegram a numit cântecul „greu de cap” și a fost de părere că acesta prezintă modul în care Gaga „se află mai mult sau mai puțin într-un faliment creativ”. Allan Moses Rodricks de la ziarul The Hindu a considerat că experimentarea exagerată în muzică a dus la producția slabă din „G.U.Y.”, iar Allison Stewart de la ziarul The Washington Post a criticat versurile ce includ „jocuri de rol, calambururi proaste și un ante-refren ucigaș”. Stewart a criticat, de asemenea, natura „deosebit de sexualizată” a cântecului, „diferită de atunci când spunem că este sexy, deoarece aerul de detașament sexual a lui Gaga este în rivalitate cu cel al Rihannei”. Chris Bosman de la revista Time a opinat că temele sexuale ale piesei sunt „foarte similare” și redundante cu cele din „Venus”, în timp ce Lydia Jenkin de la ziarul The New Zealand Herald nu a fost sigură dacă versurile din „G.U.Y.” au fost interesante sau „doar derutate”.

## Performanța în clasamentele muzicale
În urma lansării albumului Artpop, piesa a debutat pe locul 42 în clasamentul Gaon Music Chart din Coreea de Sud, vânzând 3.362 de exemplare. În Billboard Hot 100, „G.U.Y.” a avut al doilea cel mai bun debut de la 13 aprilie 2014, ocupând locul 76. 72% din totalul punctajului obținut a venit din activitatea de pe serviciile de streaming, oferindu-i șansa de a apărea în Streaming Songs—unul dintre topurile componente pentru Hot 100—pe poziția 31, obținând două milioane de difuzări în urma premierei videoclipului la 22 martie. Nielsen Broadcast Data Systems s-a ocupat de urmărirea numărului de difuzări din prima săptămână a lansării videoclipului, între 24 și 30 martie. Numărul total a inclus, de asemenea, difuzările versiunii scurte a videoclipului apărută cinci zile mai târziu, conținând doar piesa „G.U.Y.”. Punctajul a marcat o creștere de 98% față de săptămâna trecută în ceea ce privește activitatea în serviciile de streaming. Lansarea videoclipului a dus, de asemenea, la reapariția artistei în clasamentul Social 50, pe locul 26, având o creștere de 86% în vizualizările de pe contul de Vevo, o creștere de 87% în mențiuni pe Twitter, precum și o creștere de 84% în discuții pe Facebook. Două săptămâni mai târziu, single-ul a debutat pe locul 35 în ierarhia Mainstream Top 40, fiind al doilea cel mai bun debut al săptămânii respective. Piesa a debutat, de asemenea, pe locul 36 în topul celor mai redate piese în cluburile din Statele Unite, ajungând ulterior pe locul patru. În alte regiuni, „G.U.Y.” a ocupat locul 92 în Franța, locul 88 în Australia, precum și locul 115 în Regatul Unit.

## Videoclipul

### Informații generale

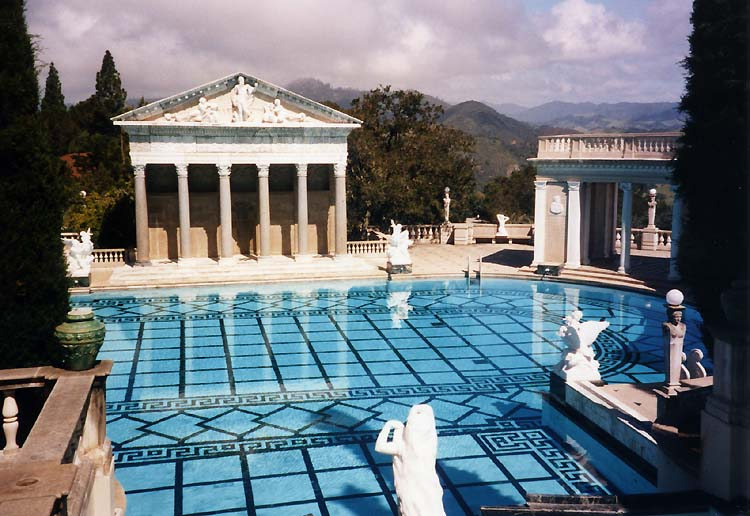
Filmarea videoclipului a avut loc la Castelul Hearst.

În luna februarie a anului 2014, s-a anunțat faptul că Gaga a primit permisiunea de a filma pentru un proiect muzical la Castelul Hearst, aflat în apropiere de orașul San Simeon, California. Filmările au avut loc între 11–13 februarie, în locații precum intrarea principală de 7.803 metri pătrați, Piscina Neptune, precum și în piscina Roman din interior. Actorii din serialul Adevăratele soții din Beverly Hills de pe canalul Bravo au fost, de asemenea, văzuți pe platourile de filmare. Informațiile au atras atenția în mass-media, de vreme ce aceasta a reprezentat prima oară de la 1960 când un proiect video este filmat la castelul respectiv, ultimul proiect fiind filmul Spartacus regizat de Stanley Kubrick; un mandat a fost semnat ulterior de către Hearst Corporation, interzicând orice fel de filmare în scopuri comerciale în locație.
Pe lângă accesorii, aripile purtate de Gaga în clip au fost realizate de Studiourile Jim Henson, în timp ce propria echipă creativă a cântăreței, Haus of Gaga, a creat săgețile. Într-un interviu pentru emisiunea Access Hollywood, solista a povestit despre filmările de la Castelul Hearst și ideea principală din spatele videoclipului: „A fost o experiență deosebită să scriu scenariul și să lucrez cu toată lumea, iar eu le tot spuneam «Nu atingeți nimic. Dacă dărâmați vreo sculptură, o să leșin!». Intenția acestui clip a fost de acrea ceva care este cu adevărat ca un fel de hartă a călătoriei prin viața mea de artist, de cântăreață pop, de persoană creativă..... Este interesant deoarece, în acest clip, moda și psihoticul transformă tot ce e în jurul meu într-o fantezie, ca și cum sunt în Alice în Țara Minunilor și intru în propria gaură de iepure, cea din creierul meu, și retrăiesc toate experiențele trecute din viață. Fiecare moment filmat împreună a fost vesel și foarte distractiv”.

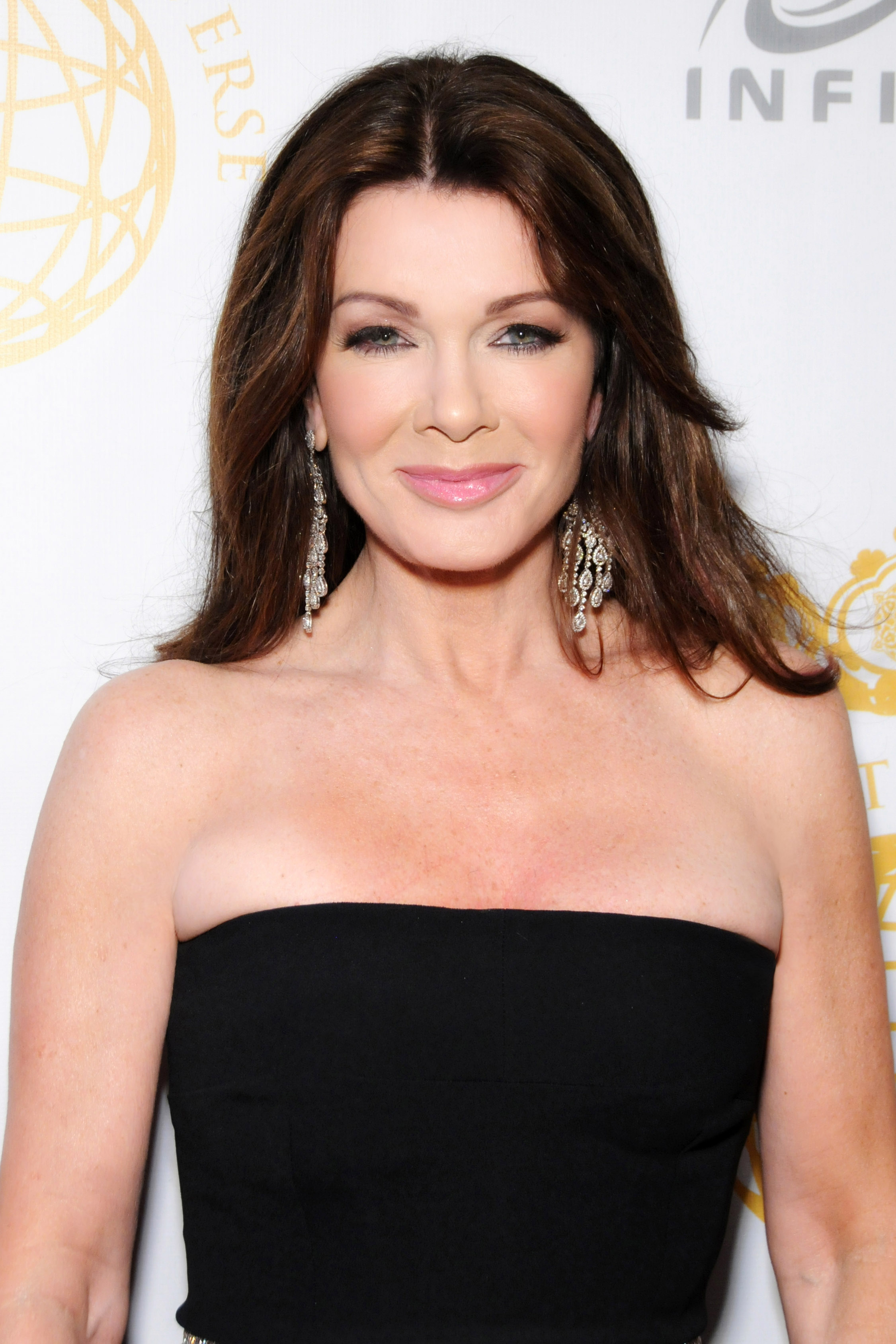
Actrița Lisa Vanderpump apare în videoclipul cântecului „G.U.Y.”.

Lisa Vanderpump, Yolanda Foster, Carlton Gebbia, Kyle Richards, și Kim Richards, actorii din serialul Adevăratele soții din Beverly Hills, au jucat rolul unor instrumentiști în videoclip. Kyle Richards și Vanderpump o însoțesc, de asemenea, pe Gaga în diferite cadre al videoclipului, prezentând trio-ul răzbunându-se asupra unei corporații. Vanderpump a explicat faptul că au fost contactați de Andy Cohen—el însuși având, de asemenea, o apariție scurtă în „G.U.Y.”—de la Bravo, semnând un contract pentru roluri secundare în videoclip. Richards a observat modul perfecționist a lui Gaga de a lucra pe platourile de filmare, Vanderpump explicând faptul că solista s-a ocupat de fiecare detaliu al producției. Actorii au explicat într-un interviu pentru revista The Hollywood Reporter că Gaga și-a dorit ca ele „să arate și să se simtă frumoase și feroce”: „[Ea mi-a spus] «Vreau să îți învârți coada și mai tare. Du-te înapoi și exagerează cât mai mult». Iar eu i-am spus «Bine, cum zici tu». [Vanderpump] Să mă pui să port un costum din dantelă, nu sunt foarte mulți oameni pentru care aș face asta. Am 53 de ani, pentru numele Lui Dumnezeu. Ea mi-a spus «Asta va trebui să porți»”. Richards a dorit personal să cânte la chitară de vreme ce a luat lecții.
Gaga a utilizat, de asemenea, jocul 3D Minecraft într-o secvență, înrolându-l pe deținătorul canalului de Youtube SkyDoesMineCraft într-o secvență în cântăreața reînvie bărbați faimoși care au murit. Artista s-a declarat o fană a jocului atunci când Martyn Littlewood de la The Yogscast l-a utilizat pentru a crea o parodie a single-ului „Born This Way” din 2011, pe care aceasta l-a apreciat. Minecraft și piese Lego au fost, de asemenea, utilizate diverse elemente precum fructe sau scaune în videoclip. Tema 3D a fost extinsă prin folosirea sculpturii Yellow a artistului Nathan Sawaya—prezentând un bărbat ce își rupe pieptul—într-o secvență în care capul lui Gaga este transpus pe opera de artă. Sawaya a spus că solista l-a contactat pentru a colabora pentru videoclip, amândoi fiind de acord cu privire la ideea de a face arta „accesibilă” și utilizând diverse sculpturi, precum o dublură a lui Yellow, însă fără cap. Sawaya a călătorit la Castelul Hearst pentru a instala obiectele artistice. Numeroase creații ale unor designeri au fost utilizate în videoclip, notabil un costum alb cu o căciulă uriașă creat de Jean Paul Gaultier, blugi de Versace, un costum de baie roșu realizat de La Perla, precum și unul negru creat de compania POL din Madrid. Bijuteriile au fost asigurate de Lynn Ban, în timp ce sandalele au fost făcute la comandă de Ruthie Davis. În scena de crimă sunt afișate creații ale Helenei Yarmak, costume din dantelă de Somarta, precum și o pălărie cu pene realizată de Aturo Rios. Designer-ul Bea Szenfeld a proiectat o rochie din hârtie ce seamănă cu un ursuleț de pluș, precum și alte creații. În final, Atsuko Kudo a realizat un costum din latex de culoare aurie, precum și alte articole de îmbrăcăminte aurii purtate de dansatori.

### Lansare și rezumat
La 14 martie 2014, Gaga a anunțat în timpul unui discurs cu John Norris din cadrul festivalului SXSW că va lansa un videoclip în săptămâna respectivă. Cântăreața a postat, de asemenea, o fotografie din videoclip, alături de data lansării acestuia. Un fragment din clip a avut premiera la 21 martie, în timpul unui interviu cu Savannah Guthrie pentru emisiunea Today. Întregul videoclip a debutat o zi mai târziu, la emisiunea Dateline NBC. Pentru a coincide cu lansarea clipului, hotelul The Out din New York City și-a schimbat temporar numele în Hotelul G.U.Y., păstrându-l până pe 10 aprilie 2014. Aflat în centrul orașului New York, hotelul a deschis, de asemenea, o galerie Gaga la 28 martie (ziua de naștere a solistei), prezentând recuzita și costumele utilizate în videoclip.
Cu o durată de aproximativ 12 minute, clipul conține patru cântece de pe albumul Artpop, videoclipul central fiind cel pentru „G.U.Y.”. Filmul începe cu o scenă în care oameni de afaceri care se luptă pentru banii. În apropiere, un înger decăzut (rol jucat de Gaga) tocmai a fost lovit în aer de o săgeată. Instrumentația piesei „Artpop” este difuzată în fundal. Bărbații pleacă, în timp ce Gaga se târăște la un loc sigur, scoțându-și săgeata din piept. Solista se ridică în picioare și călătorește spre palat, se prăbușește în fața ușii și este luată mai apoi de gardieni. Melodia „Venus” începe, pe măsură ce Gaga este transportată într-o piscină. Oamenii o acoperă cu flori și o bagă în apă, cu scopul de a se vindeca.
„G.U.Y.” începe în momentul în care Gaga răsare, purtând o rochie albă și având o înfățișare asemănătoare unei zeițe grecești. Cadre cu solista purtând diverse ținute, notabil o rochie albastră sau un bikini alb, sunt afișate intercalate cu alte secvențe de dans. Andy Cohen și actorii din Adevăratele soții din Beverly Hills fac scurte apariții în clip. Scene în care Gaga stă pe un pat în formă de scoică purtând un costum roșu, dansează într-un costum mulat auriu cu săgeți sau plutește într-o piscină sunt afișate. Cu ajutorul YouTuber-ului SkyDoesMinecraft (care face, de asemenea, o apariție scurtă), Michael Jackson, Mahatma Gandhi, John Lennon, și Iisus Hristos sunt reînviați folosind jocul Minecraft, sângele lor fiind folosit pentru a crea clone intitulate „G.U.Y.”. Gaga, Vanderpump și Richards sunt văzute stând în afara unei mașini, purtând haine negre, trăgând cu mitraliere cu bani și mergând pe holuri pentru a ucide directorii corporației și a-i înlocui cu clonele G.U.Y. Videoclipul se încheie cu o secvență în care mii de clone merg în afara castelului. Acreditările de final sunt prezentate, în timp ce piesa „Manicure” este difuzată.

### Receptare critică și analiză
„Fiecare persoană care urmărește acest videoclip îl poate interpreta în felul său. Sunt imagini foarte artistice și sunt și imagini pop, și cred că trucul este să îl urmărești de vreo câteva ori pentru că de fiecare dată vei înțelege diferit. Însă este în regulă să fii confuz deoarece aceasta a fost și intenția, să fie un efect halucinogen, ca și cum ai lua Acidul Culturii Pop” 
Christina Lee de la Idolator l-a numit „extravagant” și a observat similarități între „G.U.Y.” și videoclipul lui Michael Jackson, „Remember the Time”, Gaga acumulând anticiparea publicului prin lansarea de fragmente și premiere. Marissa G. Muller de la MTV News a comentat cu privire la ținute, coregrafie, apariția actorilor din Adevăratele soții din Beverly Hills și toți cei menționat în acreditările din final, spunând: „Pe cât este de apreciat modul de a pune în lumina reflectoarelor pe toți cei care au contribuit, este totodată un memento despre cât de epică este producția acestui clip. Va fi foarte greu pentru Gaga să se depășească pe sine după acest videoclip”. Adam Markovitz de la ziarul Entertainment Weekly s-a declarat impresionat de clipul spectaculos, numindu-l „un delir camp-pop”. Redactorul a comparat „G.U.Y.” cu filmele regizorului Jean Cocteau și a propus diverse teorii cu privire la scenariu, notabil fie o odă pentru „vechiul și noul Hollywood”, fie o satirizare a „subordonării corporative”. O opinie similară a avut-o și Whitney Phaneuf de la HitFix, numind videoclipul „o doză zdravănă de camp și cultură pop”.
Într-o recenzie pentru MuuMuse, Bradley Stern a descris clipul drept „o scufundare adâncă și atractivă de 7 minute în noi niveluri surprinzătoare de vanitate și nebunie cu acte în regulă”. „G.U.Y.” a fost, de asemenea, considerat drept cel mai ambițios proiect al cântăreței de la videoclipurile pentru single-urile „Bad Romance” și „Telephone”. Kevin Rutherford de la revista Billboard a declarat că Gaga „nu are nici o problemă când vine vorba de a atașa arta de muzică” și „nu pare să prezinte vreun semn că o să se oprească din a crea clipuri muzicale prea curând”. Isaiah Thomas de la ziarul El Espectador a observat faptul că videoclipul este un răspuns din partea solistei împotriva acuzațiilor că „doar se vinde” pentru lumea corporatistă. Finalul este cel care întărește această opinie datorită scenelor în care Gaga ucide șefii corporației, cei care aparent i-au distrus libertatea la începutul clipului. Dharmix X de la Complex a descris lansarea drept „dinamică” și „neobișnuită”, așa cum este de așteptat atunci când vine vorba de Gaga. Samantha Grossman de la revista Time a apreciat imaginile ciudate și costumele extravagante care au făcut videoclipul „bizar”.
Sal Cinquemani a oferit o recenzie negativă, opinând că scenariul a fost „înăbușit” iar rezultatul final a fost unul „nesenzual” pentru un cântec ce vorbește despre supunere sexuală. Criticul a observat, de asemenea, asemănări cu filmul muzical Million Dollar Mermaid din 1952 datorită secvențelor de înot sincron. Deși Elinor Cosgrave de la Contactmusic.com a criticat referințele către Iisus și renaștere, acesta a lăudat „mixajul de simbolism” al videoclipului.

## Interpretări live

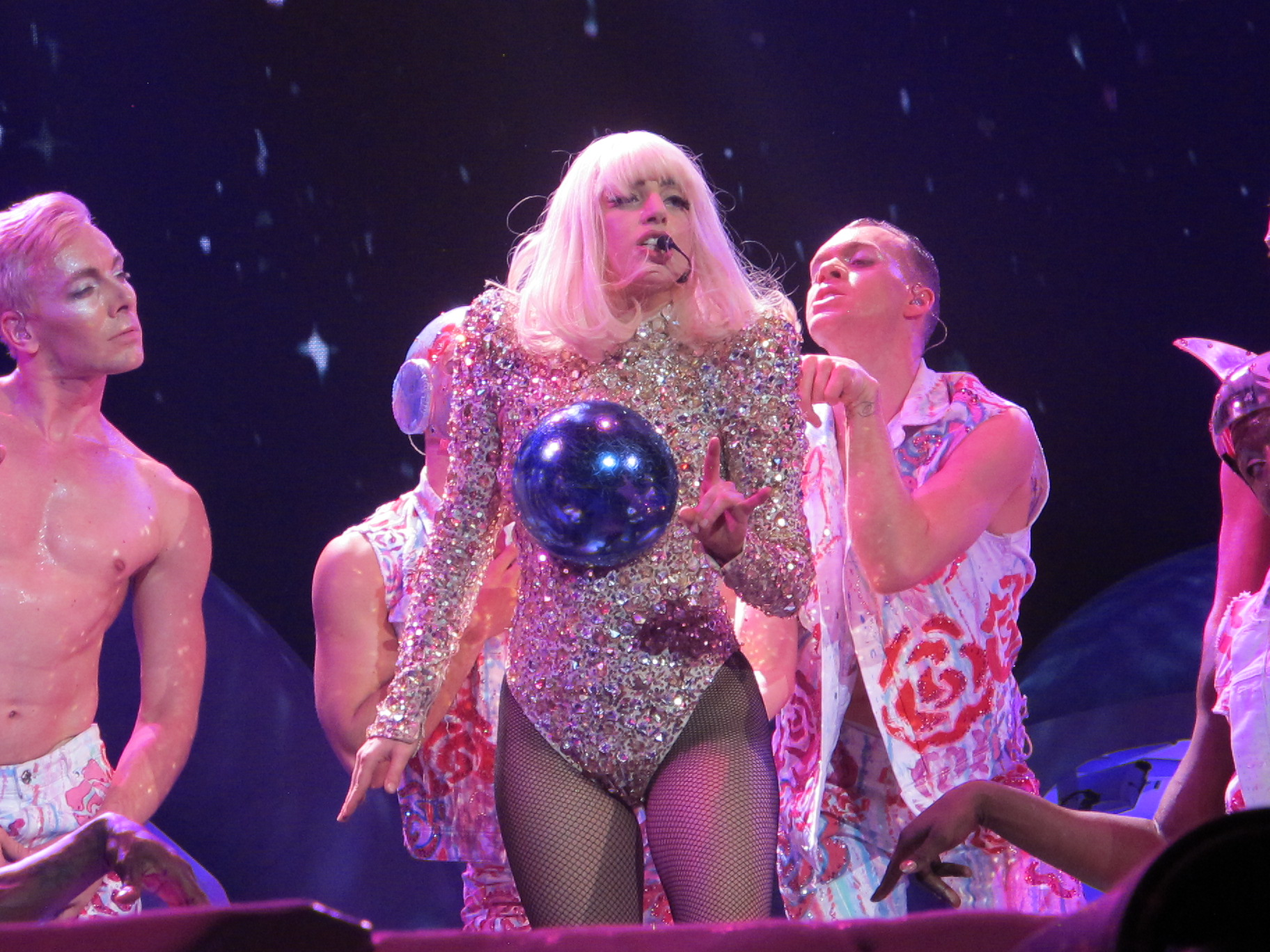
Gaga interpretând „G.U.Y.” în turneul ArtRave: The Artpop Ball.

„G.U.Y.” a fost inclus în lista pieselor pentru spectacolul rezidențial al artistei de la Roseland Ballroom, Manhattan. După interpretarea piesei „Applause”, Gaga a apărut pe scenă într-un costum alb și o perucă verde pe care a purtat-o anterior în campania de promovare pentru Artpop. Solista a stat în mijlocul scenei și a cântat versurile de deschidere, pe măsură ce lumini de neon violet au umplut scena. La 2 aprilie, o interpretare pentru „G.U.Y.” a fost difuzată în timpul emisiunii Late Show with David Letterman, alături de „Dope”. Amanda Holpuch de la ziarul The Guardian a fost de părere că spectacolul a primit „la fel de multă de dragoste ca primul hit [a lui Gaga] «Just Dance»”. April Spanos de la The Village Voice a opinat că „Applause” și „G.U.Y.” au fost cele mai puternice interpretări ale serii, adăugând că ultima a fost „deosebit de plăcut să o asculți live; beat-ul lui Zedd a fost făcut pentru a fi experimentat într-un club și simțit pe ringul de dans”. În mod contrar, Hilary Hughes de la ziarul USA Today a considerat că momentele simple precum versiunile lente ale cântecelor „Born This Way” și „Poker Face” au fost mai bune decât cele cu coregrafii „extravagante” precum cele din „Bad Romance” și „G.U.Y.”. În ultima zi de spectacole la Roseland, Gaga a făcut o plecăciune alături de dansatori după spectacol, spunând: „Roseland, mulțumim pentru toate amintirile frumoase pe care ni le-ai oferit... Mulțumim că ne-ai dat această oportunitate istorică”.
„G.U.Y.” a fost totodată inclus în lista de melodii pentru turneul ArtRave: The Artpop Ball, fiind cel de-al doilea cântec interpretat. Artista a purtat un costum mulat acoperit cu bijuterii și cu mingea albastră a lui Jeff Koons atașată în mijloc; mingea a fost utilizată precedent pentru coperta albumului Artpop. Gaga a accesorizat rochia cu o pereche de aripi cu pene și o perucă blondă, asemănătoare cu cea purtată în perioada albumului The Fame. După interpretarea piesei „Artpop”, solista și-a desprins aripile și s-a alăturat dansatorilor de pe rampă pentru a cânta „G.U.Y.”. În timpul versului intermediar, Gaga realizat scene de dans asemănătoare cu cele din videoclip. Interpretarea s-a încheiat pe scena principală, cu o energică secvență de dans. Spectacolul a primit o recenzie pozitivă din partea lui Rossa Raihala de la ziarul St. Paul Pioneer Press, aceasta fiind de părere că piesa a sunat „extraordinar” în varianta live. Chuck Yarborough de la ziarul The Plain Dealer a observat modul în care Gaga și „o echipă dedicată de dansatori au reușit să păstreze maniacul ritm ce s-a potrivit cu întreaga nebunie din această seară”.

## Ordinea pieselor pe disc și formate
- Descărcare digitală – Versiuni remix[91]

1. „G.U.Y.” (St. Lucia Remix) – 5:29
2. „G.U.Y.” (Rami Samir Afuni Remix) – 4:28
3. „G.U.Y.” (Wayne G Throwback Anthem) – 7:53
4. „G.U.Y.” (Lovelife Remix) – 3:15
5. „G.U.Y.” (KDrew Remix) – 4:45

## Acreditări și personal
Persoanele care au lucrat acest cântec sunt preluate de pe broșura albumului Artpop.

### Management
- Înregistrat la Studiourile Record Plant, Hollywood, California
- Masterizat la Studiourile Oasis Mastering, Burbank, California
- Stefani Germanotta P/K/A Lady Gaga (BMI) Sony ATV Songs LLC/House of Gaga Publishing, LLC/GloJoe Music Inc. (BMI), Zedd Music Empire (ASCAP), Toate drepturile rezervate de Kobalt Songs Music Publishing.

### Personal
- Lady Gaga – textier, voce principală, producător, pian, chitară, aranjament voce
- Zedd – textier, producător, mixare
- Dave Russell – înregistrare
- Benjamin Rice – asistent înregistrare
- Sonja Durham – voce în timpul introducerii
- Rick Pearl – programare suplimentară
- Ryan Shanahan – asistent
- Jesse Taub – asistent
- Ivy Skoff – lichidatorul contractului sindical
- Gene Grimaldi – masterizare

## Prezența în clasamente
| Țară (clasament 2013–2014)                              | Poziția maximă | Referință |
| ------------------------------------------------------- | -------------- | --------- |
| Australia (ARIA)                                        | 88             | [ 56 ]    |
| Belgia (Ultratip Flandra)                               | 7              | [ 92 ]    |
| Belgia (Ultratip Valonia)                               | 13             | [ 93 ]    |
| Bulgaria (IFPI)                                         | 3              | [ 94 ]    |
| Canada (CHR/Top 40)                                     | 47             | [ 95 ]    |
| Cehia (Rádio Top 100)                                   | 45             | [ 96 ]    |
| Coreea de Sud (Gaon)                                    | 42             | [ 50 ]    |
| Finlanda (Radiosoittolista)                             | 38             | [ 97 ]    |
| Franța (SNEP)                                           | 92             | [ 55 ]    |
| Grecia (Greece Digital Songs)                           | 8              | [ 98 ]    |
| Italia (FIMI)                                           | 94             | [ 99 ]    |
| Liban (Lebanese Top 20)                                 | 16             | [ 100 ]   |
| Slovacia (Rádio Top 100)                                | 73             | [ 101 ]   |
| Regatul Unit (Official Charts Company)                  | 115            | [ 57 ]    |
| Statele Unite ale Americii (Billboard Hot 100)          | 76             | [ 102 ]   |
| Statele Unite ale Americii (Hot Dance/Electronic Songs) | 4              | [ 103 ]   |
| Statele Unite ale Americii (Mainstream Top 40)          | 29             | [ 104 ]   |

## Datele lansărilor
| Regiune                    | Dată            | Format                      | Casă de discuri                       |
| -------------------------- | --------------- | --------------------------- | ------------------------------------- |
| Italia                     | 28 martie 2014  | Difuzare radio CHR/Top 40   | Streamline Records                    |
| Statele Unite ale Americii | 8 aprilie 2014  | Difuzare radio CHR/Top 40   | Streamline Records Interscope Records |
| Statele Unite ale Americii | 8 aprilie 2014  | Difuzare radio Rhytmic      | Streamline Records Interscope Records |
| Regatul Unit               | 21 aprilie 2014 | Difuzare radio CHR/Top 40   | Polydor Records                       |
| Statele Unite ale Americii | 29 aprilie 2014 | EP Digital – Versiuni remix | Interscope Records                    |

## Legături externe
- "G.U.Y. – An ARTPOP Film" pe YouTube